# 채동하
채동하(본명: 최도식 1981년 6월 23일 ~ 2011년 5월 26일)당시 29세는 대한민국의 가수이자 뮤지컬 배우이다. 남성 보컬 그룹 SG 워너비와 옴므 듀엣의 전 멤버다.

## 생애

### 어린 시절
1981년 6월 23일에 서울특별시 강서구에서 태어났다. 부모님의 이혼으로 경제적으로 힘든 어린 시절을 보냈다. 선천성 심장병인 심실중격결손으로 6세에 심장 수술을 받았고, 이 사유로 군복무 면제 판정을 받았다.

### 데뷔
2000년 12월, 작곡가 김형석에게 발탁되어 약 2년의 연습 기간을 거친 뒤, 2002년 11월, 데뷔 앨범 《Nature》를 발표하며 데뷔했다. 발라드《Gloomy Sunday》로 활동하며, 애절한 창법과 허스키한 음색이 조성모와 박효신을 섞어 놓은 듯하다는 평가를 받았다.

### SG 워너비
데뷔 이후 큰 주목을 받지 못하다가, 당시 소속사 지패밀리엔터테인먼트가 부도가 나면서 GM기획 (현 코어콘텐츠미디어)로 이적하고, 김용준, 김진호와 함께 3인조 남성 보컬 그룹 SG 워너비를 결성, 팀의 리더이자 서브보컬로 활동했다.
2004년 1월 20일, 데뷔 앨범 《WANNA BE+》을 발표하고 당시 유행하던 ‘얼굴 없는 가수’로 활동했다. 데뷔 앨범 수록곡〈Timeless〉와 〈죽을 만큼 사랑했어요〉를 히트시키고, 같은 해 6월 첫 단독 콘서트를 여는 등, 데뷔 첫 해부터 큰 성공을 거두었다. 이후 2집 《살다가》와 4집 《아리랑》으로 2005년과 2007년 골든디스크 대상을 수상하기도 하며 전성기를 맞았다.
2007년 10월, 뮤지컬 《풋루스》에 주인공 ‘렌’ 역으로 출연하며 뮤지컬 배우의 꿈을 이뤘다.
2006년부터 여성 3인조 그룹 씨야의 이보람과 교제하다가, 2008년 4월 결별했다.

### SG 워너비 탈퇴 후, 솔로 활동
SG 워너비가 절정의 인기를 누리던 2008년 3월, 돌연 탈퇴 의사를 밝히고 엠넷미디어와의 계약이 만료된 2008년 5월 그룹을 탈퇴하였다. 탈퇴 이유에 대해, 소속사는 “배우에 도전하려는 의견을 존중해 준 것”이라며 불화설을 부인했지만, 채동하 본인은 “지난 4년간 나는 작은 점이었다”, “그간 우리(멤버) 세 명은 치열하게 지내왔다. 세 명의 인격체가 똑같은 생각을 하고 똑같은 음식을 좋아할 순 없다”, “나의 개인적인 생각 때문에 많은 분들의 마음을 아프게했다……많은 분들의 생각이 맞다. SG워너비의 노래의 메인보컬은 진호군이었다. 완성된 노래를 회사의 요구로 다시 녹음을 한 적이 있었다. 저도 용준이도 진호도 마음이 아팠다”며 음악적 문제로 인한 내부 갈등이 탈퇴 이유였음을 밝혔다.
탈퇴 후, 당시 신생 기획사였던 폴라리스 엔터테인먼트와 전속 계약을 맺고, 드라마 OST와 뮤지컬 등으로 솔로 활동을 시작했다.
2008년 6월, 탈퇴 후 첫 활동으로 SBS 드라마 《달콤한 나의 도시》의 OST 앨범에 참여, 발라드 〈순애보〉를 불렀다. 같은 해 9월, 뮤지컬 《안녕, 프란체스카》에 뱀파이어 ‘켠’ 역으로 출연했다. 11월에는 《달콤한 나의 도시》의 일본 프로모션 콘서트 무대에 섰고, 영화배우 소지섭의 싱글 앨범 〈미련한 사랑〉에 피쳐링으로 참여했다. 2009년 5월에는 SBS 드라마 《시티홀》의 OST에 참여하여 〈웃어봐〉라는 곡을 내놓았다.
2009년 9월 1일, 솔로 2집 앨범을 발표할 예정이었으나 연습 중 심한 목 디스크가 생기면서 일정을 연기, 같은 해 11월 10일 2집 《ESSAY》를 발표했다. 《ESSAY》는 데뷔 때부터 팀 탈퇴 후 공백기까지의 아픈 시간을 담담히 고백하는 일기 형식의 글과 40쪽이 넘는 화보를 담았으며, 타이틀곡 〈어떻게 잊겠습니까〉는 SG 워너비 시절 같이 작업한 작곡가 조영수와 작사가 강은경이 이승철의 〈그런 사람 또 없습니다〉의 후속곡으로 만든 곡이다. 하지만 목 디스크로 활동을 거의 하지 못했고 음반 판매도 기대에 미치지 못했다.
이후 더블유에스엔터테인먼트와 계약하고, 2010년 9월 16일 전곡을 직접 작사한 미니 앨범 《D day》을 발표했다. 자작곡 〈Vanilla Sky〉와 〈하루가 미치고〉를 더블 타이틀곡으로 내세워 컴백했고, 2집 때와 달리 활발하게 방송 활동을 했다.
2011년 1월, V.O.S를 탈퇴한 박지헌과 ‘옴므듀엣’을 결성하고 디지털 싱글 <어제 같은데>를 발표했다. 2011년부터 일본 활동 비중을 늘여 오사카와 고베 등을 오가며 공연 활동을 했다.

## 사망
2011년 5월 27일 오전, 서울 은평구 불광동 자택에서 넥타이로 목을 매 숨진 채 발견되었다. 집안에 빈 양주병과 약봉지가 있었고 유서는 발견되지 않았다. 타살을 의심할 만한 정황은 없었지만 어머니의 요구로 5월 28일 부검을 실시했다. 매니저 최 모 씨는 채동하가 6개월 전부터 우울증을 앓아 통원 치료를 받아왔다고 진술했고, 채동하를 치료한 의사는 5월 23일 불안감과 불면증을 호소하여 8일치 약을 처방했다고 진술했다.
서울 대학로 서울대학교 병원 장례식장에서 장례를 치르고 5월 29일 발인했다. SG 워너비 멤버들이 운구에 참여했고, 고인이 어릴 적 살던 한남동 옛 집터에 들렀다가 경기도 벽제 서울시립승화원에서 화장했다. 유골은 경기도 광주시 스카이캐슬 추모공원에 안치되었다.
채동하 사망 이후, 주변 지인들의 요절이 주목을 받았다. 2005년 5월 KBS 《윤도현의 러브레터》에 출연하여 이상형에 대한 질문을 받고 “2년 전 진심으로 사랑했던 여자친구”가 이상형이라며 “이상형을 물어보면 꼭 그 친구가 생각난다. 오늘이 그 친구의 기일이다”라고 말한 바가 있다. 또, 2009년 7월 친형처럼 따르던 매니저 장 모 씨가 자살하자 “심장의 절반이 날아간 듯하다”하며 애통해했다.

## 경력
- 2002년 11월: 데뷔 앨범 《Nature》발표하며 데뷔
- 2004년 1월 ~ 2008년 5월: 'SG워너비' 활동
- 2007년 10월: 뮤지컬 《풋루스》 출연
- 2008년 9월: 뮤지컬 《안녕, 프란체스카》 출연
- 2008년 11월: 솔로 2집 《ESSAY》 발표
- 2010년 9월: 미니 앨범 《D Day》 발표
- 2011년: ‘옴므 듀엣’ 활동

## 학력
- 명덕고등학교
- 서울예술대학 방송연예과 (전문학사)
- 경희사이버대학교 글로벌경영학과 (학사)